# Saint-Forget
Saint-Forget är en kommun i departementet Yvelines i regionen Île-de-France i norra Frankrike. Kommunen ligger i kantonen Chevreuse som tillhör arrondissementet Rambouillet. År 2022 hade Saint-Forget 445 invånare.

## Befolkningsutveckling
Antalet invånare i kommunen Saint-Forget
| Referens: INSEE |